# 識字
識字（しきじ、literacy）とは、文字（書記言語）を読み書きし、理解できること、またその能力。
文字に限らずさまざまな情報の読み書き、理解能力に言及する際には、日本語ではリテラシーという表現が利用される。

## 概説

1970年から2015年にかけての45年間の全世界の非識字率の推移。この45年間に非識字率は半減した

1990年から2015年にかけての25年間における世界各地域の識字率の推移。発展途上国において急速な識字率の上昇が認められる

識字は日本では読み書きとも呼ばれる。読むとは文字に書かれた言語の一字一字を正しく発音して理解できる（読解する）ことを指し、書くとは文字を言語に合わせて正しく記す（筆記する）ことを指す。
何をもって識字とするかには様々な定義が存在するが、ユネスコでは、｢日常生活で用いられる簡単で短い文章を理解して読み書きできる」状態のことを識字と定義している。
この識字能力は、現代社会では最も基本的な教養のひとつとして、特に先進国においては基本的に初等教育で教えられる。したがって、これらの社会では前提として文字体型を構成要素に組み込まれ、識字能力は必須的に生活の様々な場面で求められる。特に、企業などの組織の業務の為に書類を扱ったり、パソコン等の端末を操作する場合には必須である。それとは対照的に、識字率が低い水準にありつつも伝統的な農村や狩猟を中心として成り立つ社会も存在し、その生活に必ずしも識字能力が必要とは限らない。しかしながら、産業革命以降の工業化や近年のインターネット普及に対応する形で、識字率は時と共に高まる傾向にある。このような背景から、識字率を生活水準と直結し、また国や地域の産業力とも相関する傾向があると考えられることから、人間開発指標など多くの開発指標において識字率は重要な要素の一つとなっている。またこの理解のため、開発経済学などにおいても識字率は重要な指標の一つとして用いられる。
また、この項目を読み、内容が理解でき、何らかの形式にて書き出すことができる者は、少なくとも日本語に対する識字能力を持ち合わせているとみなすことができる。

文字を読み書きできないことを「非識字」（ひしきじ）または「文盲」（もんもう）ないし「明き盲」（あきめくら）といい、そのことが、本人に多くの不利益を与え、国や地域の発展にとっても不利益になることがあるという考えから、識字率の高さは基礎教育の浸透状況を測る指針として、広く使われている（「識字率が低い」場合は「文盲率が高い」とも言い換えられる）。
なお、「文盲」や「明き盲」は視覚障害者に対する差別的ニュアンスを含むことから、現在は公の場で使用することは好ましくないとされている。

## 識字状況
| 識字率(推定） (OECD)   |        |        |
|                        | 1970年 | 2000年 |
| 世界全体               | 63 %   | 79 %   |
| 先進国および新興工業国 | 95 %   | 99 %   |
| 後発開発途上国         | 47 %   | 73 %   |
| 内陸開発途上国         | 27 %   | 51 %   |

18世紀以降、ヨーロッパや北アメリカにおいては識字率の上昇が続いてきた。これは産業革命の進展と近代国家の成立に伴い、国民の教育程度の向上が必須課題となり、国家によって義務教育が行われるようになったためである。この傾向は20世紀に入り、産業化の遅れたアジアやアフリカ、南アメリカなどの諸国が国民の教育に力を入れるようになったことでさらに加速した。第二次世界大戦後、世界の識字率は順調に向上しており、1970年には全世界の36.6%が非識字者だったものが、2000年には20.3%にまで減少している。しかし、まだ世界の全ての人がこの能力を獲得する教育機会を持っているわけではない。また、男性の非識字率よりも女性の非識字率の方がはるかに高く、2000年には男性の非識字者が14.8%だったのに対し、女性の非識字者は25.8%にのぼっていた。ただしこの男女間格差は縮小傾向にあり、1970年に比べて2000年には5%ほど格差が縮小していた。地域的にみると、識字者の急増は全世界的に共通しており、どの地域においても非識字率は急減する傾向にあるが、なかでも東アジアやオセアニアにおいて識字率の向上が著しい。識字率は北アメリカやヨーロッパにおいて最も高いが、東アジア・オセアニア・ラテンアメリカの識字率もそれに次いで高く、この3地域における非識字者は1割強に過ぎない。それに対し、アフリカ・中東・南アジアの非識字率はいまだに高く、4割程度が文字を利用することができない。最も世界で非識字率が高いのは南アジアであり、2000年のデータでは約45%が非識字者である。アフリカにおいては2001年のデータで非識字率は37%となっている。また、非識字率は急減を続けているものの、非識字者の実数は減少せず、むしろやや増加している地域も存在する。

### 発展途上国における識字運動
発展途上国、特に第二次世界大戦後に独立したアジアやアフリカの新独立国においては識字率が非常に低いところが多かったが、識字および教育は国力に直結するとの認識はすでに確立されていたため、これらの発展途上国の多くは初等教育に力を入れ、識字率の向上に努めた。途上国政府のみならず、先進各国の政府も識字能力の向上のため多額の援助を行い、多数のNGOも積極的な支援を行った。これらの努力により前述のように途上国の識字率は急上昇をつづけているが、教員や予算の不足によって国内のすみずみまで充実した公教育を提供することのできない政府も多く、アフリカの一部においてはいまだ識字率が50%を切っている国家も存在する。
第二次世界大戦後に設立されたユネスコは識字率の向上を重要課題の一つと位置付けており、様々な識字計画を推進している。その一環として1966年には毎年9月8日が国際識字デーと定められ、1990年は国際識字年として様々な取組が行われた。そして識字への取り組みをより強化するために、2003年には「国連識字の10年」が開始され、2012年まで10年にわたって行われた。

### 機能的非識字
文字を読み書きできない非識字（illiteracy）と読み書きを流暢にできる段階（full fluency）の間には、初歩的な読み書きを行えても、社会参加のための読み書きを満足に使いこなせない段階が存在する。これが機能的非識字（functional illiteracy）である。1956年にウィリアム・グレイ（William S. Gray）は識字教育に関する調査研究報告書の中で、「機能的識字（functional literacy）」の概念を明確にして、識字教育の目標を機能的識字能力を獲得することに設定すべきと提言した。

### 非識字者への配慮
公共サービスや選挙などで非識字者が排除されないようにする取り組みが行われている。インドの選挙は押しボタン式の電子投票機を使用するが、識字率が73%（2016年時点）とされることから候補者名と共に所属政党のシンボルマークを表示するようになっている。

## 国別の識字率
一般に、識字率の調査は、角（2012）の研究で詳述されているように、実施方法・費用調達の点において、設計と実施が極めて困難であり、流布されている数値の信頼性はかなり低いと考えなければならない。この識字率の信頼性の低さは先進国・途上国を問わない。途上国の多くにおいては国勢調査時の回答または初等教育の就学率がそのまま識字率として流用されるケースが多く、一方先進国においてはほとんどすべての人が識字能力を持っていると推定され、非識字者があまりにも少なく必要性が疑わしいため調査を行わず、「ほぼ全員が識字能力を持つ」という意味で識字率99%と回答することが多いためである。日本においても識字率調査は第二次世界大戦後にGHQの要請で行われた1948年（昭和23年）の調査を最後に行われていない。このため、アメリカや日本といった多くの先進国の識字率は99%以上と推定されてはいるものの、国連開発計画の調査データにおいては調査が行われていないためにデータは空欄となっている。先進国でも民間団体の調査により非識字者の存在が確認されている。
2015年時点で最も識字率の低い国家はアフリカ大陸のニジェールであり、識字率は19.1%にとどまっている。以下、識字率が低い順にギニア、ブルキナファソ、中央アフリカ、アフガニスタン、ベナン、マリ、チャド、コートジボワール、リベリアの順となっており、これらの国家の識字率はいずれも50%を割っている。

### アジア

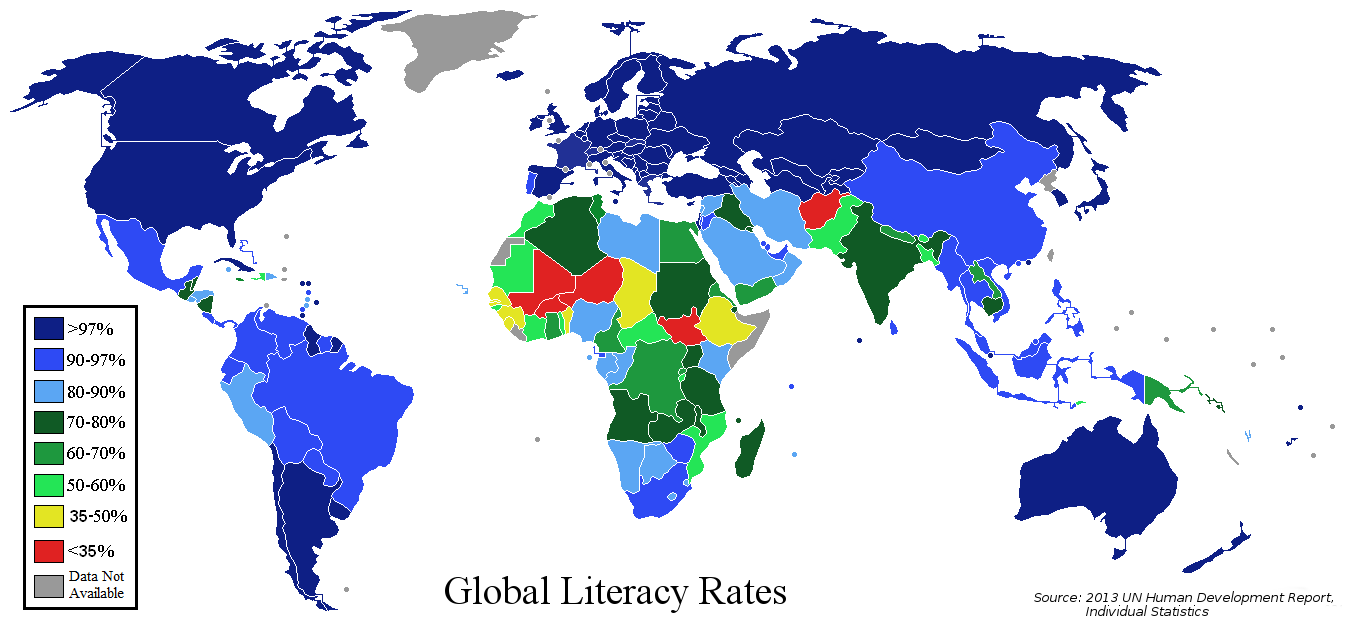
2013年の識字率一覧

- アフガニスタン - 38.2%（男性52.0%、女性24.2%）(2015年）[16]
- イラク - 79.7%（男性85.7%、女性73.7%）(2015年）[16]
- イラン - 86.8%（男性91.2%、女性82.5%）(2015年）[16]
- インドネシア - 93.9%（男性96.3%、女性91.5%）(2015年）[16]
- インド - 71.2%（男性81.3%、女性60.6%）(2015年）[16]
- オマーン - 91.1%（男性93.6%、女性85.6%）(2015年）[16]
- カザフスタン - 99.7%（2006-2010年）[17]
- カタール - 94.7%（男性89.1%、女性88.6%）（2005-2010年）[13]
- カンボジア - 77.2%（男性84.5%、女性70.5%）(2015年）[16]
- キプロス - 97.9%（2006-2010年）[13]
- キルギス - 99.2%（2006-2010年）[18]
- クウェート - 93.9%（2006-2010年）[17]
- サウジアラビア - 94.7%（男性97.0%、女性91.1%）(2015年）[16]
- シリア - 84.2%（2006-2010年）[18]
- シンガポール - 94.7%（2006-2010年）[13]
- スリランカ - 92.6%（男性93.6%、女性91.7%）(2015年）[16]
- タイ - 93.5%（2006-2010年）[17]
- タジキスタン - 99.7%（2006-2010年）[18]
- トルコ - 95.0%（男性98.4%、女性91.8%）(2015年）[16]
- 中国 - 94.0%（2006-2010年）[17]
- パキスタン - 57.9%（男性69.5%、女性45.8%）(2015年）[16]
- バングラデシュ - 61.5%（男性64.6%、女性58.5%）(2015年）[16]

### アフリカ
- ナイジェリア - 59.6%（男性69.2%、女性49.7%）(2015年）[16]
- レソト - 79.4%（男性70.1%、女性88.3%　男女の値の比率が逆転している）(2015年）[16]
- ニジェール - 19.1%（男性27.3%、女性11.0%）(2015年）[16]
- ギニア - 30.4%（男性38.1%、女性22.8%）(2015年）[16]
- ブルキナファソ - 36.0%（男性43.0%、女性29.3%）(2015年）[16]

### 北アメリカ
- キューバ - 99.8%（2006-2010年）[18]
- ドミニカ共和国 - 91.8%（男性91.2%、女性92.3%）(2015年）[16]

### 南アメリカ
- ブラジル - 90.0%（2006-2010年）[17]
- ウルグアイ - 98.3%（2006-2010年）[13]
- ペルー - 94.5%（男性97.3%、女性91.7%）(2015年）[16]

### ヨーロッパ
- ロシア - 99.6%（2006-2010年）[17]
- エストニア - 99.8%（2006-2010年）[13]
- ポルトガル - 95.7%（男性97.1%、女性94.4%）(2015年）[16]

## 歴史

### 総論
その歴史において文字を持たなかった文明においては識字という概念が存在しないのは当然であるが、文字を発明または導入した文明においても古代から中世における識字率はどこも非常に低いものだった。文字を記し保存する媒体、およびそれを複製する手段に制限があったため文字自体の重要性が低く、貴族など社会の指導層や聖職者を除いて識字能力を獲得する必要性が少なかったためである。こうした状況は、紙の発明によって媒体の制限がやや緩んだものの、どの社会においても中世にいたるまでほとんど変わらなかった。
宗教団体では神や教祖、礼拝の様子、伝説や逸話などを描いた宗教画を庶民への布教に利用し、宗教美術として発展した。また教義を伝えるための説教や賛美歌は、話芸や音楽の発展に影響を与えた。
農業においては暦の把握は重要であるが、文字を読めない農民に理解させるため絵で表した盲暦のような工夫も行われた。
識字能力をも持たない庶民が領主への嘆願書や訴状などを作成する場合、代筆が必要になるため代書屋や訟師のような職が発生した。
貴重な書物を写本するため、権力者はスクライブのような職人を抱えていた。宗教団体では写経のように経典の筆写を修行として行っていた。これらの手書きの本は作成に時間がかり数も限られるため高価であったことから、庶民にとって識字能力は有用性が少なかった。
こうした状況は、ヨハネス・グーテンベルクによる活版印刷の発明によって大きく変化した。活版印刷によって本が大量に供給されるようになり、それまで非常に高価だった書籍が庶民でも手に入るようになったため、識字の必要性が急激に高まったのである。また印刷によって書籍に整った文字が並ぶようになったことは、それまでの手書き本に比べて読解を容易なものとし、知識の伝達が効率化し識字の有用性が高まった。
貴重な本を一人の人間が読み上げ、それを周囲の大勢の人間が拝聴し覚えるという形で行われていた知識の伝達システムを変化させ、聴覚に代わり視覚が優位となった。
全ての文化で文字があるわけではなく無文字社会も多かったが、19世紀以降にはラテン文字などによる正書法を定めるようになり、カトリックやプロテスタントの宣教師は文字を持たない民族への布教において、現地諸言語のラテン文字化を推進した。この活動では現地の言語調査も行われ、言語学にも影響を与えた。

### メソポタミア
世界最古の文明のひとつであるメソポタミアではすでに文字が発明されており、各都市では学校が設立され書記が養成されて行政文書の作成にあたっていた。またシュメール文学も確立していた。しかし文字の読み書きは特殊技能であり、書記以外のほとんどの人は文字の読み書きができず、識字率は非常に低かったと考えられている。各都市の王でさえ識字能力は求められず、まれに識字能力を持つ王が現れた場合、記録にはそのことが高らかにうたわれていることがある。

### 古代エジプト
古代エジプトの教育制度については不明な点が多いが、貴族や裕福な農民の子供は、14歳になるまでの間に公的な教育が施されており、医学・数学・建築・農業・司法制度などの発展に寄与した。また古代エジプト文学も確立しており、支配層には一定の識字率があったと推測されている。庶民の識字率については不明である。

### ヨーロッパ
ローマ帝国の軍では、ローマ市民権を持つ者からなるローマ軍団の入隊試験にラテン語試験が組み込まれる、ラテン語教師に市民権が与えられる等、国の政策で公用語であるラテン語の普及に努め、軍隊の指示の迅速化や地方行政の円滑化を図っていた。
中世も後期に入ると知識階級の間ではローマ教会の公用語であったラテン語の読み書きが広まり、ヨーロッパ内で知識人たちは自由にやり取りをすることが可能となっていったが、一般民衆には全く縁のないものであった。教育、特に高等教育はすべてラテン語で行われ、書物もラテン語で書かれ、聖書もラテン語で書かれるものであり、一般民衆がこれらを読むことは困難だった。これはすなわち、各地方の言語で行われる一般市民による音声言語の文化と、知識人たちによる文章言語の文化が断絶していたことを示している。
キリスト教では庶民層への布教手段として、礼拝での説教、賛美歌の唱和、聖人の姿や聖書の逸話を描いた宗教画などを利用していた。庶民の出生や洗礼などの記録は教会の聖職者が教会簿に記録していた。
イングランドにおいて機能的識字が社会的に浸透したのは、11 - 13世紀とされる。
マルティン・ルターによる宗教改革が開始されてから、プロテスタント諸派は聖書を信仰の中心に据えたため、一般市民も聖書を読むことができるよう聖書の各国語への翻訳と民衆への教育を積極的に行い始めた。同様の理由でこの時期プロテスタント圏においては義務教育が提唱されるようになり、17世紀前半にはワイマール公国・ゴータ公国・マサチューセッツ植民地などで義務教育が導入されるようになった。その後もプロテスタント圏における義務教育推進や母国語識字教育は続き、18世紀には周辺地域に比べプロテスタント地域の識字率は比較的高かったとされている。
こうした教育の普及努力により識字率は徐々に上昇し続けたものの、産業革命頃までヨーロッパ諸国では依然として識字率が高くない状態が続いていた。
| 国                       | 1500年 (%) | 1800年 (%) |
| ------------------------ | ---------- | ---------- |
| イングランド             | 6          | 53         |
| オランダ                 | 10         | 68         |
| ベルギー                 | 10         | 49         |
| ドイツ                   | 6          | 35         |
| フランス                 | 7          | 37         |
| オーストリア・ハンガリー | 6          | 21         |
| ポーランド               | 6          | 21         |
| イタリア                 | 9          | 22         |
| スペイン                 | 9          | 20         |

- ただし、「1500年のイングランド人口の半分は、文章が一応読めた（が、多くは「読めるけど書けなかった」）とする意見もある。トーマス・モアは、1533年にて「おそらくロンドン人口の6割は（書けるかどうかは別にして）字が読めただろう」と主張した。
  - これに対し、「16世紀初のイングランド人男性の識字率はせいぜい10%（女性はほぼ全員文盲）」[27] という反論もある。

また、この時期においても知識階級の文章言語はラテン語のままであった。
17世紀と18世紀を通じ少しずつ上昇を続けた識字率は、19世紀に入ると一気に爆発的に上昇するようになった。これは産業革命の開始によって識字能力が業務上多くの職種において必須となり、国力を増進させたい国家と生活水準を上昇させたい市民がともに識字能力を強く求めるようになったからである。ほとんどの国で義務教育が導入されるようになり、またラテン語にかわって各国語において高度な知識が記述され出版されるようになり、知識階級と一般市民の文章言語の断絶が解消したのもこの時期のことである。19世紀末には、イギリスやフランスなど当時の最先進国においては識字率が9割を越え、ほとんどの人々が文字を読み書きすることが可能となっていた。
義務教育を受けた市民が誕生すると、貴族の指揮官と徴兵された領民や傭兵の兵士で構成されていた従来の軍隊に代わり、国民の志願兵から構成された国民軍が誕生した。士気の高さに加え識字能力を有するため命令書の正確な理解、マニュアルが必要な高度な兵器の運用、それらの教育期間の短縮が可能となり、急速に軍事力が高まった。これによりヨーロッパ各国は列強として世界に影響を及ぼすようになった。
ヨーロッパ各国により植民地化された地域では宗主国の教育制度が導入され、現地の支配階級に教育が施された。また独立後に教育制度が国民に広められたことで、旧宗主国の言語が公用語となっている国も多い。

### アメリカ
20世紀初頭には印刷技術の向上と識字率の上昇により、大衆向けの新聞が多く発行され競争が激化した。新聞社では読者獲得のため新聞小説を掲載するようになり、読者の中心である中流階級の文学的嗜好に大きな影響を及ぼしたとされる。
アメリカの教育は州や学区ごとに教育方針が異なることや、自治体の独立性が高いことから予算も異なるため、財政難の地域では公教育も不十分となっている。財政破綻したデトロイトでは、17歳以上の半分が日常生活に必要なレベルの読み書きが出来ない状態とされる。1977年生まれのフロイド・メイウェザー・ジュニアは貧しかった幼少期に十分な教育を受けていないことから読み書きが苦手、であるなど家庭環境の影響も強い。
非識字の成人をサポートするプロトリテラシーが2022年に行った調査では、アメリカでは小学校3年生レベルの読み書きが出来ない成人が3600万人（3200万人とも）いるとされる。
国立教育統計センターにより定期的に基礎的な文章の読解・簡単な計算・簡単な問題解決能力の全国調査が行われているが、2012年以降に読解力と計算能力が低い層が増加していると報告されている。理由として経済格差などが指摘されている。

### アジア (漢字圏)
漢字文化圏では「日常生活でも相当数の漢字を覚えていなければ、文章の内容を正しく理解することができない」「幼少期から学習を始めても時間がかかる」「生活に余裕のある支配階級と庶民層との格差が大きかった」という指摘がある。ジェリー・ノーマンは中国で機能的非識字状態にならないようにするには、3,000字から4,000字が必要だとした。
日本では一般社会で使われる漢字の目安である常用漢字は合わせて2136字であるが、そのうち上位200字だけ覚えても語彙の50%が、650字だけで80%をカバーできる。
近代以前の東アジアでは中国の影響により知識階級は幼少期から漢籍（四書五経など）や仏典で漢字を習得していたが、庶民層は自国の文字を使うため、漢字を知る支配階級と格差が存在した事例が多い。
前近代の中国では識字能力を持たない庶民のための代筆業者もおり、科挙を断念した知識層が訟師のような活動を行っていた。1950年代から、識字率を引き上げる目的で簡体字を採用し、多くの漢字を9画以内に収めた。
15世紀にハングルを創製して表音文字を導入した朝鮮では、ハングルのみを知っている人間は庶民にも少なからずいたが、漢字に関しては初歩的な字以上の知識を持つ者は非常に少なく、知識階級や交易を行う商人に限られていた。
ベトナムでは表音文字を自力で開発しなかったため、複雑なチュノムと漢字を知ることができる層と、それ以外とに分かれ、庶民は文字を知っていても、少数の漢字とチュノムを書けるだけという例が多かった。
ただし、アジア論にはアジア的停滞という西洋人の思考に基づいた偏見が一部含まれている。前述の通り、西欧でも近世までは識字率がたいして高くなかった。またアジアで識字率の調査が行われたのは近代以降であり、近代以前は推測である。

### 日本

#### 近世以前
日本での文字の普及は比較的遅く、大規模に使用するようになるのは6世紀頃からである。近世以前には公家や僧侶など知識階級は、中国からもたらされた漢籍や仏典を通して漢字や漢文の読み書きを修得しており、江戸時代までこれらの書物が教科書として利用され、明治維新後にも一部が利用された。
公家や僧侶以外には中央との文章をやりとりする在地領主、商取引に証文が必要な有徳人などが書いた文章が残されている。庶民層の普及は不明だが、1311年ごろの書かれた土地取引の証文では、女性が土地の売主となっていたことから仮名で書かれていた。また拇印する例もあった。
一方で、1232年に制定された御成敗式目の意義について、北条泰時が弟の北条重時に宛てた書状（泰時消息文）において、「武士の多くは仮名は読めるが難解な漢文（中国語）を読めないため、律令について知らないことから、武士にも理解出来る（簡素な）文にした」と記しており、初期の武士の多くは仮名と簡単な漢字しか読めなかったと考えられている。遺言書は偽造を防止するため自筆であったが、多くは仮名で書かれている。武士の間では公式な文章を作成する際には書札礼に精通した右筆に代筆させ、自身は署名・花押を押すという習慣が広まった。後に武士の識字率が向上すると、右筆は次第に秘書や事務官僚化していった。
仏教では庶民層への布教として仏像や仏教絵画などを利用し、仏教美術が発展した。庶民へ仏法を説く唱導は音韻や抑揚を伴っており、発展した節談説教は江戸期に娯楽として受け入れられ、浪曲・講談・落語など日本の話芸の源流となった。
書物の内容を読み上げて集めた聴衆に聞かせる行為も盛んに行われ、軍記物を読み上げる講談は演芸として発展した。
室町時代には読み書きが広い階層へ普及し始めたため、『下学集』や「節用集」などの実用的な辞典が編纂された。これらの辞典は漢字に読み仮名が振られており、仮名については普及していたと考えられている。
1443年に朝鮮通信使一行に参加して日本に来た申叔舟は、「日本人は男女身分に関わらず全員が字を読み書きする」と記録し、また幕末期に来日したヴァシーリー・ゴロヴニーンは「日本には読み書き出来ない人間や、祖国の法律を知らない人間は一人もゐない」と述べている。ここでは漢字と仮名の違いについて言及されていない。このように近世までの日本の識字率は他国と比べて良好だった。しかし決して「圧倒的に高い」水準ではなく、庶民向けに盲暦や絵心経などが考案されるなど「江戸時代の日本の識字率は世界一」という説も現在の研究では否定されている。
江戸時代後期に発展した瓦版には、内容を描いた絵も大きく描かれていた。
近世の識字率の具体的な数字について明治以前の調査は存在が確認されていないが、江戸末期についてもある程度の推定が可能な明治初期の文部省年報によると、1877年に滋賀県で実施された最も古い調査で「6歳以上で自己の姓名を記し得る者」の比率は男子89%、女子39%、全体64%であり、群馬県や岡山県でも男女の自署率が50%以上を示していたが、青森県や鹿児島県の男女の自署率は20%未満とかなり低く、地域格差が認められる。
また、1881年に長野県北安曇郡常盤村（現・大町市）で15歳以上の男子882人を対象により詳細な自署率の調査が実施されたが、自署し得ない者35.4%、自署し得る者64.6%との結果が得られており（岡山県の男子の自署率とほぼ同じ）、さらに自署し得る者の内訳は、自己の氏名・村名のみを記し得る者63.7%、日常出納の帳簿を記し得る者22.5%、普通の書簡や証書を白書し得る者6.8%、普通の公用文に差し支えなき者3.0%、公布達を読みうる者1.4%、公布達に加え新聞論説を解読できる者2.6%（当時の新聞論説は片仮名交じり漢文調で、非常に難しかった）となる。したがってこの調査では、自署できる男子のうち、多少なりとも実用的な読み書きが可能であったのは4割程度である。1888年の非識字率は日本の49パーセントに対しイギリスは8.1パーセント、フランスが14パーセントとなっており、明治時代においても日本の識字率は高いとは言えなかった 。
| 府県     | 調査初年次 | 調査対象  | 男子  | 女子  | 全体  |
| -------- | ---------- | --------- | ----- | ----- | ----- |
| 滋賀県   | 1877年     | 満6歳以上 | 89.23 | 39.31 | 64.13 |
| 群馬県   | 1880年     | 満6歳以上 | 79.13 | 23.41 | 52.00 |
| 青森県   | 1881年     | 全住民    | 37.39 | 2.71  | 19.94 |
| 鹿児島県 | 1884年     | 満6歳以上 | 33.43 | 4.00  | 18.33 |
| 岡山県   | 1887年     | 満6歳以上 | 65.64 | 42.05 | 54.38 |

ただし、近世の正規文書は話し言葉と全く異なる特殊文体と複雑な書式（書札礼）の知識が必要であり、公家や僧侶など幼少から学習を続けた者か右筆のような専門職が行う仕事であった。近世期で「筆を使えない者」を意味する「無筆者」とは公文書の作成に必要な漢字や正式な文体（漢文）を知らない者を意味しており、庶民のみならず右筆に頼る武士の多くも「無筆者」であった。豊臣秀吉は読み書きが不得意だったことから、800人もの御伽衆を雇い講釈を聞いて知識を取り入れていた。
基本的な仮名は庶民の間でも常識に属し、大衆を読者に想定したおびただしい平仮名主体の仮名草子が発行されていた。
義務教育開始以前の庶民の文字教育を担ったのは寺子屋であり、仮名と初歩的な漢字の学習、および初歩の算数を加えた「読み書き算盤」が主要科目であった。寺子屋の入門率から識字率は推定が可能であるが、確実な記録の残る近江国神埼郡北庄村（現・滋賀県東近江市）にあった寺子屋の例では、入門者の名簿と人口の比率から、幕末期に村民の91%が寺子屋に入門したと推定される。江戸期には武士の子息は7〜8歳になると藩校に入り、四書五経をテキストに素読と習字を学んでいた。

#### 近代以後
明治時代に欧米式の義務教育が開始されたが、徐々にその普及が進んでいくにしたがって識字率は上昇していった。なお地方では学校が建設されるまでは江戸期の学習スタイルも残っており、1866年（慶応2年）に豊後の下毛郡大幡村で生まれた宇都宮仙太郎は村に学校が無かったため、同郷の先輩から論語や十八史略をテキストに指導を受け、村に小学校ができた1877年（明治10年）から1年間通学し中学校に進学した。学校に通わず丁稚奉公に出るなど江戸時代の働き方も残っていた。1870年生まれの坂田三吉は学校嫌いでほとんど通学せず、丁稚奉公後に将棋棋士となったため生涯を通して非識字者だった。
明治政府が印章文化の偏重を悪習と考え、欧米諸国にならって署名の制度を導入しようと試みたが、事務の繁雑さと共に識字率の低さを理由に反対意見が相次いだため断念しているなど、明治初期には公共サービスに支障があるレベルだったことが窺える。
会話においても方言による意思疎通の困難があったため、明治政府は日本の統一言語の教育として、尋常小学校で標準語の授業（国語）に多くの時間を費やした。
明治になると文明開化の流れに乗って多数の新聞が創刊されたが、政府を擁護する御用新聞と自由民権派の政論新聞のような知識階級向けか、横浜毎日新聞のような業界紙に近い新聞が中心であった（日本の新聞）。政府は新聞を国民の啓蒙に利用するため積極的に保護する政策を取ったが、その一つとして聴衆に新聞を読み聞かせる新聞解話会の開催を推奨した。1875年ごろには政論中心で知識人を対象とした「大新聞」と娯楽中心で一般大衆を対象とした「小新聞」に分かれるようになっており、一般市民の識字率が向上したことがうかがえる。この時期の識字率調査としては1899年（明治32年）より第二次世界大戦直前まで、徴兵検査と同時に新成人男子に対し行われた「壮丁教育程度調査」があるが、これによれば調査開始の1899年においては成年男子の23.4%は文字を読むことができず、20歳識字率は76.6%にとどまっていたが、その後識字率は急速に上昇し、1925年（大正14年）には20歳非識字率はわずか0.9%、機能的非識字者を合わせても1.7%にまで減少して、このころまでに新規の非識字者の出現はほぼ消滅したと考えられていた。女性においても1935年(昭和10年）ごろには新規非識字者の出現はほぼなくなったと考えられており、この時点で非識字者は、すでに成人したもののみに限られるという見解が一般的であった。1930年代には長欠・不就学児童の存在が新聞で報告されている。1964年に発生した狭山事件では容疑者として逮捕された24歳の人物が非識字に近い状態であったことから、脅迫状の真贋が争点となった。
アイヌは文字を持たなかったが、明治政府によってアイヌへの日本語教育が開始され、日本語が使われるようになった。またアイヌ語の表記にはカタカナが利用されるようになった。
明治時代の西洋化ブームの影響を受けて「日本語の表記は複雑過ぎて教育に支障が出る」という口実で漢字廃止論やローマ字論が起き、第二次大戦後のGHQによる教育改革時に注目されたが、実際に行われたのは当用漢字、常用漢字による漢字制限などに留まった。
戦後の日本では初等教育で日本語の読み書きを学習するため成人の非識字者はいないという建前上、積極的な調査研究はほとんど無く、1955年に行われた日本語の読み書きに関する調査でも「日本に読み書きできない人はほとんどいない」という見解に基づき、調査は関東と東北に居住する15～24歳の1460人を対象とした ｢国民の読み書き能力調査｣のみで終了し、識字率は「終わった課題」とされていた。1948年の大規模調査から時間が経過し、義務教育を受けられなかった者の存在や、在留外国人が母国から呼び寄せた子息の増加など社会構造の変化を捉えていないとされ、国立国語研究所で識字率の調査を行う野山広は「識字率100％は『共同幻想』」という意見を述べている。NHKが独自に行った2017年の調査では、義務教育を受けられないため基本的な日本語の読み書きが出来ない成人や、成人後に夜間中学校で習得した事例も確認されており、正確な識字率は不明である。現代では病気や不登校、外国人などの理由などで義務教育を十分に受けていないが書類上では卒業した「形式卒業者」がおり、2020年の国勢調査で最終学歴を「小卒」と答えた84万人の内、戦後の混乱期に就学時期が重なっていない50代以下も2万人ほどおり、漢字が読めないため就業に支障を来している者が確認されている。また第二次世界大戦後の混乱により樺太に取り残され、後に日本に帰国した樺太残留邦人の中にも日本語の読み書きが出来ない者がいる。
国立国語研究所では現代の問題を踏まえ識字率の試行調査として一部の夜間中学で調査を行っており、さらに日本語学校や全国規模の調査を計画している。また国立国語研究所の横山詔一は「日本人は識字率が高い」とされる根拠の1948年GHQ調査とその報告書「日本人の読み書き能力」（東京大学出版部、1951年）について、90問中65問が選択式であるため全て勘で選んでも0点にはならない可能性や、高得点者についても満点の割合はミスなどを補正しても6.2%であることから「『正常な社会生活を営むのにどうしても必要な文字言語を理解する能力』は決して高いとは言えない」と明記されている点を指摘している。横山は徴兵時の調査結果は高い水準であることから、性別・学歴・出身地などで格差が存在したと推測され、この結果を踏まえていれば戦後教育はより良質なものになったが、詳細を分析せずに「日本人の識字率は高い」で思考停止したことで格差が無視された可能性もあり、科学的な再検討の必要性を主張している。
2017年の調査では、中学生の約15%は日常生活に支障を来さないが、新聞や教科書を正確に読解できない機能的非識字の疑いがあるとされた。